# Пужула, Фредерик
Фредерик Пужула-и-Вальес (кат. Frederic Pujulà i Vallès; 12 ноября 1877, Паламос — 14 февраля 1962, Баржемон) — испанский и французский каталонский журналист, писатель и драматург; переводчик с каталонского и на каталонский, а также ведущий испанский эсперантист.

## Биография
Пужула много путешествовал в молодости по Европе и долгое время жил в Париже. С 1900 по 1906 годы издавался в журнале «Joventut». Считается автором первого научно-фантастического рассказа «Искусственные люди» (кат. Homes Artificials) на каталонском языке, впервые опубликованного в 1912 году в Библиотеке Joventut в Барселоне. Пужула был участником IV и V всемирных конгрессов эсперантистов.
В 1914 году Пужула проживал в Париже и организовывал X всемирный конгресс эсперантистов, который был отменён в связи с началом Первой мировой войны. Пужула был призван во французскую армию и назначен связистом Армии Франции, поскольку владел азбукой морзе. В годы войны он был также корреспондентом газеты «El Diluvio» и писал статьи на испанском о военной жизни. По возвращении в Барселону назначен главным редактором издания, которому симпатизировали республиканцы.
В 1939 году Пужулу арестовали и бросили в тюрьму сторонники Франсиско Франко, обвинившего Пужулу в антигосударственной деятельности и антигосударственной пропаганде газеты «El Diluvio». Его приговорили к смертной казни, которую затем заменили на 20 лет и 1 день тюрьмы, но спустя два года и два месяца по состоянию здоровья Пужула был освобождён. Он уехал во Францию, где и прожил остаток жизни.

## Работы

### На каталонском
Театр
- El geni (1904)
- El boig (1907, вторая часть El geni)
- Dintre la gàbia (1906, с Эмили Тинторе)
- La veu del poble i El poble de la veu (1910, с Ллюисом Виа)

Рассказы
- Titelles febles (1902)
- Creuant la plana morta (1903)
- El metge nou (1903)
- Homes artificials (1912, первый научно-фантастический рассказ на каталонском; переиздан в 1986 Edicions Pleniluni, ISBN 84-85752-22-8)
- Estudi Francesc Pi i Margall (1902, статьи журнала Joventut)

Переводы на катаолнский
- Més enllà de las forsas («Сверх сил», Бьёрнстьерне Бьёрнсон, 1904)
- Kaatje («Катье», Пол Спаак, 1914)
- Рассказы Жоржа Сименона

### На эсперанто
Рассказы
- Naivulo
- Karabandolo la plugisto
- Fiŝkaptisto kaj rigardanto
- La grafo erarinta (1908)

Монологи
- La Rompantoj (1907)
- Senhejmulo
- La Pipamanto

Драмы
- Aŭtunaj ventoj (1909)
- Novelo (1908)